# Moviment de terres
S'entén per moviment de terres la totalitat dels treballs i obres a executar en un terreny per a l'execució d'una obra. Això pot fer-se en un terreny de manualment o de manera mecànica.
És habitual que abans de començar el moviment de terres es faci treballs al nivell de superfície del terreny, netejant arbustos, plantes, arbres, etc. que es puguin trobar en el terreny; aquesta operació s'anomena aclarida.
Quan el terreny ja és net i lliure, s’avalua novament les obres a executar i es comença l'excavació.
En aquesta fase s'han de tenir en compte diverses qüestions:
1. Característiques del terreny, com ara la cohesió i la densitat, puix que són factors que influeixen en el retiment de la maquinària.
2. Factors intrínsecs del terreny, com els assentaments, nivells freàtics, zones plàstiques, etc.
3. Factors externs, per exemple els elements climàtics, les edificacions veïnes, el trànsit, etc.

## Desmunt i terraplè

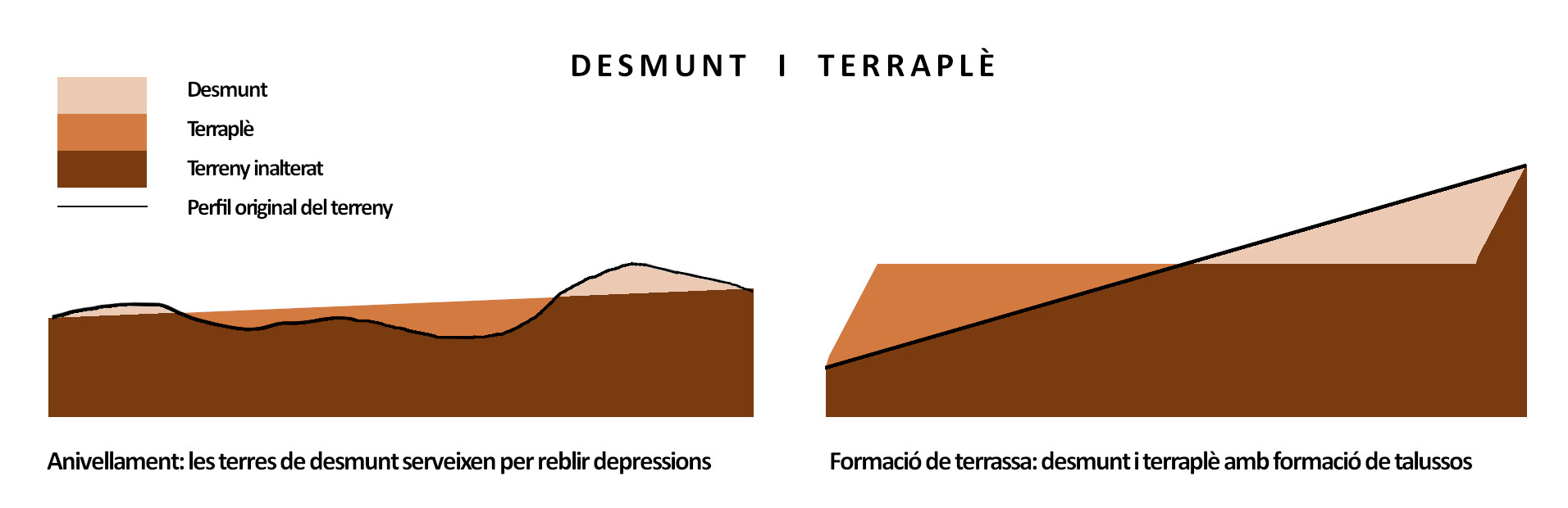
Desmunt i terraplè

Les accions que es duen a terme fonamentalment en el moviment de terres són:
Desmunt: consisteix en l'excavació per treure terra de les parts del terreny que es volen rebaixar de cota. La terra extreta es porta a les zones de terraplè o es transporta fora de l'obra.
Terraplè: consisteix en dipositar terra, procedent dels desmunts o portada de fora de l'obra, en les parts del terreny que es volen alçar de cota, reblint o elevant la superfície. Es diposita per capes que són compactades en major o menor grau per assegurar l'estabilitat del terraplè.
Les zones de desmunt i de terraplè limiten sovint amb un talús, a la cota superior del terreny original els desmunts i a la inferior el terraplens.

## Màquines per al moviment de terres

### Buldòzer

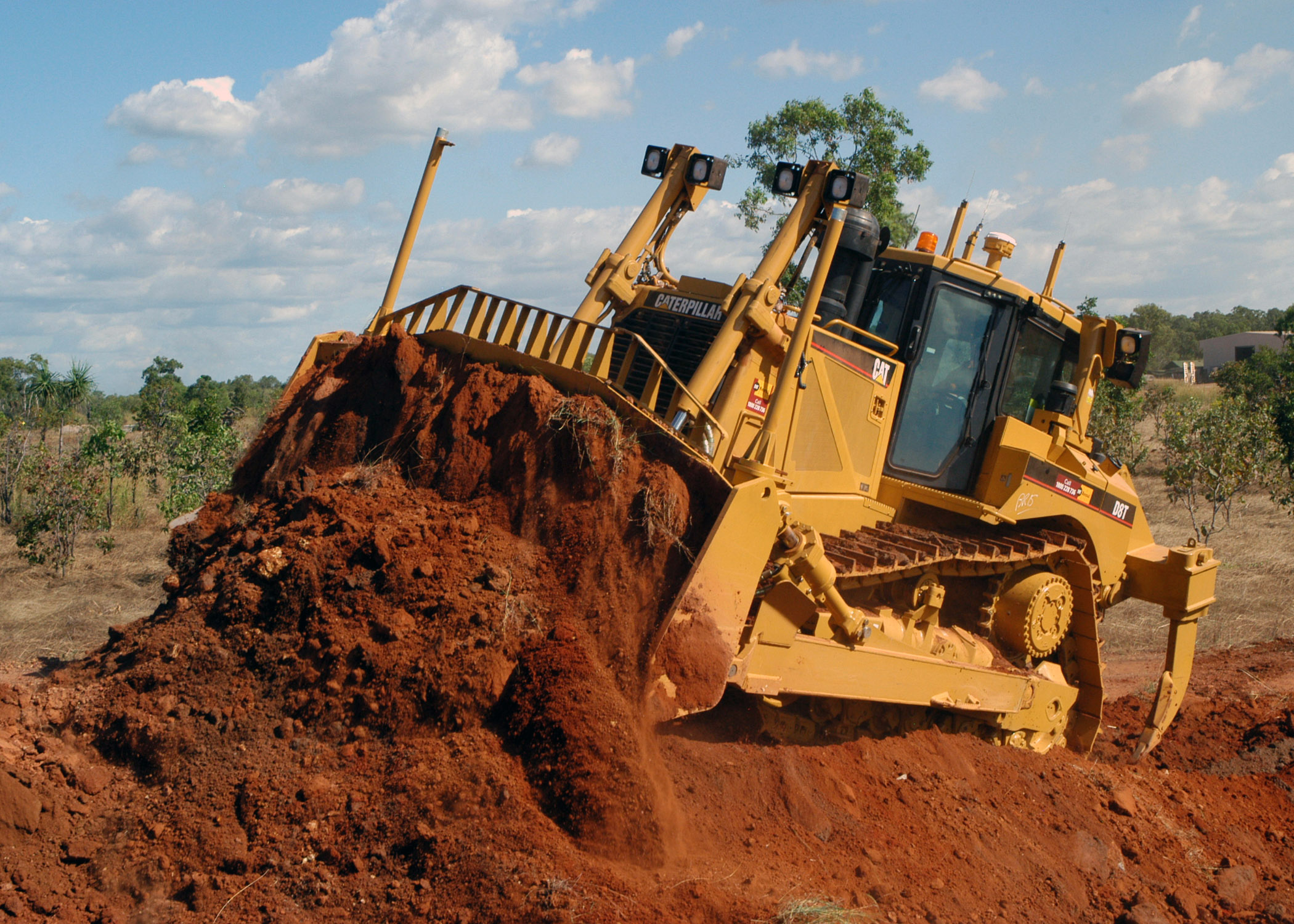
Buldòzer

El buldòzer sol ser una de les primeres màquines (o la primera) de moviments de terres en un solar, ja que s'utilitza per començar a artigar (netejar) el terreny.
La seva finalitat és moure terres d'un lloc a un altre i empenyer altres màquines, degut a això, aquestes màquines, en general, solen treballar en terrenys no gaire profunds i necessiten grans superfícies per poder-hi treballar.
Aquestes màquines són ideals pel moviment de terres de carreteres i grans superfícies en general.
També caldrà avaluar els costos de la màquina amb relació a la superfície de solar, si no és un solar gaire gran, potser seria més econòmic utilitzar un altre tipus de màquines
Les parts del buldòzer són:
En la part posterior trobem el riper o escarificador, el primer consta de poques puntes i grosses i el segon en té moltes i fines. Aquest aparell té la funció de llaurar, triturar, desenganxar, ... el terreny per un més fàcil moviment posterior.
En la part davantera hi ha la fulla, la qual serveix per empènyer terres i transportar-les. Les dents que rasquen el terreny es poden canviar degut al seu deterior sense haver de canviar tota la pala.
El buldòzer habitualment va calçat amb erugues, ja que s'adhereix millor al terreny, guanya en tracció, no pot patir punxades dels pneumàtics ni en el terreny.
Un inconvenient és que no pot circular per la via pública, ja que faria malbé el paviment.

### Tragella

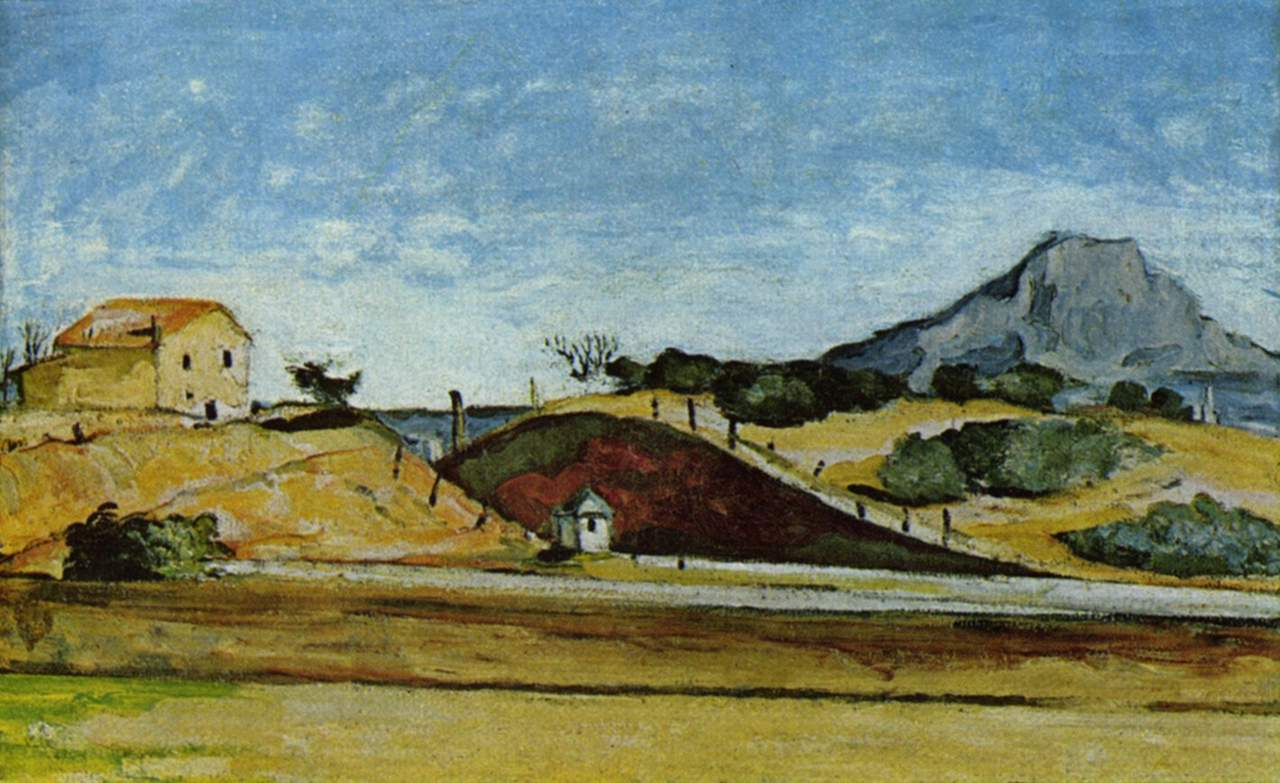
La Tranchée avec la montagne Sainte-Victoire, de Paul Cézanne (1869-1871), pintura de moviments de terres.

La tragella és una màquina remolcada habitualment que permet a la vegada:
- L'excavació
- La càrrega
- El transport
- La descàrrega

de materials de consistència mitjana tals com terres, sorres, roques disgregades…
És una màquina composta per una cullera sobre pneumàtics prevista en la seva part inferior d'una fulla orientada en el sentit de la marxa, que actua a manera de raspall de fuster. Posseeix en cada costat una reixa vertical, que permet efectuar talls laterals enrassats. La cullera es pot aixecar i baixar.
La tragella incorpora una comporta oscil·lobatent per l'obertura i tancament d'aquesta amb la finalitat de regular l'entrada de material. Aquesta fulla també s'anomena fulla de tall, ja que s'introdueix en el terreny per remoure i aixecar la terra.
En el compartiment s'allotja la terra, sol ser giratori per facilitat la descàrrega i porta incorporat una comporta a la part posterior per la seva descàrrega. La seva capacitat està entre els 3 i 23 metres cúbics.
Aquesta màquina s'utilitza per grans superfícies, de 500 metres quadrats o més.

### Excavadora
L'excavadora és una màquina de moviment de terres, el xassís de la qual serveix únicament pels desplaçaments, sense participar en el cicle de treball.
L'excavadora pot ser:
- Instal·lada sobre camió o altre màquines.
- Automotriu sobre erugues, pneumàtics o rails. Existeixen pales tot terreny sobre pneumàtics, amb quatre rodes motrius proveïdes de rodes dentades laterals o, equipada de dues rodes dentades centrals d'arrossegament, amb suport hidràulic sobre el terreny.
- Utilització de l'excavadora

Pot treballar amb els equips següents:
- Pala normal (o d'empènyer)
- De retro
- De dragalina
- De cullera
- Amb equips diversos

Les pales de petita i mitjana capacitat són a vegades anomenades pales universals perquè estan concebudes per ser fàcilment transformades amb equips intercanviables.
Actualment, es té tendència a utilitzar pales de major capacitat compatible amb la naturalesa del treball, més que diverses pales de potència menor, ja que s'han trobat els següents avantatges:
- Un sol conductor per un rendiment superior
- Disminució del percentatge de fatiga del material
- Preu de compra inferior al de dues pales d'igual capacitat total

### Retroexcavadora
S'anomena retro quan la pala té cullera amb obertura cap avall. Aquest equip és generalment reservat a les excavadores de poca i mitjana capacitat.
La cullera de dents intercanviables i amb fulles laterals, està muntada a l'extremitat del braç, articulat; aquesta, al mateix temps està articulada sobre la plataforma. La cullera és fixa, a vegades basculant, sense comporta de buidat. En determinades màquines, la pluma pot traslladar-se lateralment per un joc de cilindres.
L'equip retroexcavador permet:
- L'extracció de material sota el nivell del terra, podent efectuar-se la feina també sota l'aigua
- L'excavació de rases estretes
- L'excavació de canals
- La neteja de rases
- La feina de demolició
- La càrrega sobre algun mitjà de transport